# Axylia destefanii
Axylia destefanii is een vlinder uit de familie uilen (Noctuidae). De wetenschappelijke naam van deze soort is voor het eerst geldig gepubliceerd in 1944 door Berio.
De soort komt voor in tropisch Afrika.